# 1849
1849 (số La Mã: MDCCCXLIX) là một năm thường bắt đầu vào thứ Hai trong lịch Gregory.

## Mất
- 11 tháng 8 – Nguyễn Phúc Cự, tước phong Thường Tín Quận vương, hoàng tử con vua Gia Long (s. 1810).
- 2 tháng 10 – Nguyễn Phúc Miên Cung, tước phong Sơn Định Quận công, hoàng tử con vua Minh Mạng (s. 1824).
- 3 tháng 10 – Nguyễn Phúc Nhàn Thận, phong hiệu Quỳnh Lâm Công chúa, công chúa con vua Minh Mạng (s. 1822).
- 14 tháng 11 – Nguyễn Phúc Đài, tước phong Kiến An vương, hoàng tử con vua Gia Long (s. 1795).
- 17 tháng 11 – Nguyễn Phúc Miên Vũ, tước phong Lạc Hóa Quận công, hoàng tử con vua Minh Mạng (s. 1822).
- Không rõ – Nguyễn Phúc Ngọc Quỳnh, phong hiệu Bình Hưng Công chúa, công chúa con vua Gia Long (s. 1788).